# Kings Row
Kings Row ist ein US-amerikanisches Filmdrama aus dem Jahr 1942 unter der Regie von Sam Wood. Ann Sheridan, Robert Cummings, Ronald Reagan und Betty Field spielen die Hauptrollen in dieser Geschichte aus einer kleinen Stadt im Mittleren Westen, die damit wirbt, dass sie ein guter Ort sei, um Kinder großzuziehen. Doch hinter den Kulissen sieht es anders aus. 
Der Film basiert auf Henry Bellamanns Roman Kings Row, der 1940 in New York erschien und kontrovers diskutiert wurde.

## Handlung
Im späten 19. Jahrhundert wächst der elternlose Parris Mitchell bei seiner französischen Großmutter Marie von Eln in der kleinen Stadt Kings Row auf. Befreundet ist er mit Cassandra Tower, die sich von ihrem Vater Dr. Alexander Tower wenig verstandenen fühlt, dem wohlhabenden Waisenjungen Drake McHugh, Louise Gordon, der Tochter des sadistischen Dr. Henry Gordon, der Operationen gern ohne Betäubung durchführt, und Randy Monaghan, deren Vater bei der Eisenbahn arbeitet. Cassie, wie Cassandra Tower gerufen wird, hat es schwer, sich gegenüber den anderen Kindern zu behaupten, da man munkelt, dass ihr Vater ihre Mutter in einem Zimmer im Obergeschoss ihres großen Hauses gefangen halte. Parris jedoch fühlt sich besonders zu ihr hingezogen und ist ihr einziger Freund. Als ihr Vater hinter diese Freundschaft kommt, darf Cassie das Haus nicht mehr unbeaufsichtigt verlassen. 
Einige Jahre sind vergangen und Parris hat inzwischen mit Zustimmung seines Vormunds Dr. Alexander Tower sein Medizinstudium aufgenommen. Sein bester Freund Drake, der bei den Mädchen besonders gut ankommt, ist mit Louise zusammen und will sie auch heiraten. Ihr streng moralischer Vater, der die Beziehung von Beginn an missbilligt hat, ist damit jedoch überhaupt nicht einverstanden. Louise schafft es nicht, sich dem Willen ihres Vaters zu widersetzen, zumal auch ihre Mutter sich nicht auf ihre Seite stellt. Bei einem seiner Besuche in Kings Row trifft Parris Cassie wieder, die seine Frage, warum sie sich zu Hause einsperren lasse, unbeantwortet lässt. Fasziniert von ihrer Wildheit, küsst er sie. Als er wieder geht, ist es schon spät. Um keine Gerüchte aufkommen zu lassen, die Cassies Ruf schaden könnten, verbringt er die Nacht bei seinem Freund Drake. In der Folgezeit ermöglicht Drake es dem jungen Paar, sich immer wieder zu sehen. Als Parris’ Großmutter erkrankt, die ihm sehr viel bedeutet, ist er sehr besorgt, die alte Dame in die Hände von Dr. Gordon zu geben, der ob seines herrischen Umgangs mit seinen Patienten keinen sehr guten Ruf hat. Dr. Tower redet ihm jedoch zu, dass Gordon ein fähiger Arzt sei. Nur kurze Zeit später stirbt Marie von Eln, da sie unheilbar an Krebs erkrankt war. Parris beschließt daraufhin, sein Studium auf das Fach Psychiatrie auszuweiten, und es im Ausland fortzusetzen. Er macht Cassie einen Heiratsantrag, um sie mitzunehmen, die junge Frau läuft jedoch davon, ohne ihm zu erklären, was in ihr vorgeht. Einige Zeit später erscheint sie bei Drake, wo Parris sich gerade aufhält, und bittet ihn, sie nun doch mitzunehmen. Kaum hat sie diese Worte ausgesprochen, läuft sie erneut davon. Am nächsten Tag erfährt Parris zu seiner großen Bestürzung, dass ihr Vater Cassie vergiftet und sich selbst erschossen hat. Aus Aufzeichnungen, die auf seinem Schreibtisch liegen, geht hervor, dass er Cassie getötet hat, weil sie ebenso wie ihre Mutter geisteskrank gewesen sei, und er dadurch habe verhindern wollen, dass Parris sein Leben ruiniert, indem er Cassie geheiratet hätte.
Im Jahr 1900 befindet sich Parris in Wien, wo er sein Studium der Psychiatrie abschließen will, während sich sein Freund Drake damit beschäftigt, Häuser in Kings Row zu bauen. Drake ist nun mit Randy Monaghan zusammen, die ihn bei seinen Plänen tatkräftig unterstützt und ihm nahelegt, Häuser für die Arbeiter zu bauen und nicht nur für die Reichen. So legt Drake einen Treuhandfonds an. Als dieser ihm durch die Machenschaften eines unehrlichen Bankangestellten gestohlen wird, sieht er sich gezwungen, für die Eisenbahn zu arbeiten. Dabei gerät er zwischen zwei Waggons, wobei seine Beine eingequetscht werden. Man ruft Dr. Gordon. Der Hass des Arztes auf den jungen Mann ist immer noch so groß, dass er ihm ohne Not beide Beine amputiert. Parris kommt zurück und steht dem Freund bei. Randy und Drake beschließen zu heiraten und Parris bietet ihnen an, sie auch finanziell bei ihrem Neubeginn zu unterstützen. Es wird nicht leicht für das junge Paar, da Drake durch den Verlust seiner Beine verbittert ist und sich weigert, sein Bett überhaupt noch zu verlassen.  
Als Parris während eines späteren Besuchs in Kings Row erfährt, dass Dr. Gordon tot ist und die Stadt nun keinen Arzt mehr hat, beschließt er, in seiner Heimatstadt zu bleiben. Auf Wunsch ihrer Mutter besucht er Louise, die ihr Zimmer kaum noch verlässt, seit Drake und Randy geheiratet haben. Louise zeigt ihm Unterlagen, aus denen hervorgeht, dass ihr Vater Drakes Beine amputiert hat, obwohl sie leicht zu retten gewesen wären. Er habe das für seine Pflicht gehalten, um Drake wegen seiner Beziehung zu ihr zu bestrafen. Dass es so war, wird Parris auch von Elise Sandor und ihrem Vater, die jetzt in Parris’ altem Haus leben, bestätigt. Eigentlich will Parris die grausame Wahrheit vor Drake geheim halten, wird jedoch von Elise überzeugt, dass sein Freund ein Recht darauf habe, zu erfahren, wie es wirklich gewesen sei. Entgegen allen Befürchtungen von Parris und Randy reagiert Drake fast erleichtert auf die Eröffnung und ist fest entschlossen, sein Leben jetzt erst recht zu meistern. Nachdem Drake sein Schicksal angenommen hat, fühlt Parris sich frei. Er und Elise wollen heiraten.

## Produktion und Hintergrund
Die Dreharbeiten umfassen den Zeitraum 11. Juli bis Anfang Oktober 1941. Einige der Filmaufnahmen entstanden in Saugus in Kalifornien, das Gros der Aufnahmen wurde in den Warner Bros. Burbank Studios gedreht. In den Kinos der USA lief der Film am 18. April 1942 an. Die im Film dargestellte Stadt ist der tatsächlichen Heimatstadt Fulton des Buchautors Henry Bellamann nachempfunden. Bei einem Budget von 1.081.698 $ spielte der Film 5.093.000 $ ein.
Laut Hollywood Reporter soll 20th Century Fox Henry Bellamann für seinen Bestseller Kings Row ein Angebot unterbreitet haben, da das Studio eine Verfilmung mit Henry Fonda ins Auge gefasst hatte. Nachdem Warner Bros. die Rechte an dem Buch für 35.000 $ gekauft hatte, bot man sie David O. Selznick für 75.000 $ an. Auf der Besetzungsliste für die Rolle der Cassandra standen neben Katharine Hepburn auch Marsha Hunt, Laraine Day, Susan Peters, Joan Leslie, Gene Tierney und Priscilla Lane. Das Studio hätte Ida Lupino gern für die Verkörperung der Cassandra gehabt, die jedoch ebenso ablehnte wie Olivia de Havilland. Auch Bette Davis interessierte sich für den Stoff, das Studio befürchtete jedoch, dass sie die Aufmerksamkeit zu sehr auf sich allein lenken könnte. Davis setzte sich dann für Betty Field ein, die die Cassandra letztendlich auch spielte. Der Produzent Hal B. Wallis schickte Ginger Rogers ebenfalls ein Drehbuch zu, ohne sich festzulegen, welche Rolle sie hätte spielen sollen. Des Weiteren wurde auch Faye Emerson für eine der Rollen getestet. Für die Rolle von Cassandras Vater hätte Wallis gern Donald Crisp gehabt. James Stephenson, der die Rolle dann bekam, verstarb ganz überraschend im Juli 1941 an den Folgen eines Herzinfarkts und wurde durch Claude Rains ersetzt. John Garfield wurde für die Rolle des Drake McHugh gehandelt, Tyrone Power für die des Parris. Da 20th Century Fox es ablehnte, Tyrone Power Warner Bros. für die Rolle zu überlassen, wurde schließlich Robert Cummings von Universal ausgeliehen.
Allgemeine Tendenz war, dass dies Ronald Reagans beste Filmrolle seiner Karriere gewesen sei. Vor allem für diese Leistung wurde er später mit einem Stern auf dem Walk of Fame geehrt. Von dem Erfolg dieser Rolle konnte er nicht so profitieren, wie dies wahrscheinlich in normalen Zeiten der Fall gewesen wäre, da er in die US-Armee eingezogen wurde, um im Zweiten Weltkrieg zu dienen. Ronald Reagan gab seiner 1965 veröffentlichten Autobiografie den Titel Where's the Rest of Me? (Wo ist der Rest von mir?), die Frage, die er Dr. Gordon stellt, als er nach der OP erwacht und bemerkt, dass er keine Beine mehr hat.
Im Jahr 1955 plante Warner Bros. ein Remake von Kings Row mit Montgomery Clift, Frank Sinatra, Eva Marie Saint und Ronald Reagan in seiner ursprünglichen Rolle. Der Film kam jedoch nie zustande.

## Kings Rowund der Hays-Code
Der Hays Code (oder Production Code) beinhaltet eine Zusammenstellung von Richtlinien zur Herstellung von US-amerikanischen Spielfilmen im Hinblick auf die moralisch akzeptable Darstellung besonders von Kriminalität und sexuellen Inhalten.
Harry Bellamanns Roman war seinerzeit sehr umstritten und die Verfilmung bereitete großes Kopfzerbrechen im Hinblick auf die PCA-Zensur. Man hatte Bedenken, die größtenteils als anstößig, zu grausam und deprimierend empfundene Handlung so in den Film zu übernehmen. Hauptelemente des Romans sind, dass der Held feststellen muss, dass sein Mädchen sich in einer inzestuösen Beziehung zum eigenen Vater befindet, latente Homosexualität, Schwachsinn oder psychische Gestörtheit, Menschen die an Krebs sterben oder durch Selbstmord. Bereits ein früher Entwurf des Drehbuchs aus dem Monat April 1941, erweckte Joseph Breens, Filmzensor und Leiter der PCA, Unmut. In einem Schreiben an Jack L. Warner von Warner Bros. beanstandete er unerlaubte sexuelle Handlungen zwischen Parris und Cassandra sowie zwischen Drake und Randy, ohne dass eine ausreichende Kompensation moralischer Werte stattfinde. Auch trage das Drehbuch eine allgemeine Anregung, lose Sex zu haben in sich. Besonders stieß Breen sich an Cassandras sexueller Abnormität sowie daran, dass die Tötung von Parris’ Großmutter als Akt der Gnade hingestellt werde. Auch die sadistische Charakterisierung von Dr. Gordon, der Drake McHugh, gespielt von Ronald Reagan, ohne jede Notwendigkeit beide Beine amputiert, wurde beanstandet. Der Film werde nur dann eine Genehmigung erhalten, wenn alle Hinweise auf Inzest, Nymphomanie, Euthanasie und Homosexualität, die in dem Roman zum Tragen kommen, im Film nicht vorkämen. Auch Nacktbaden und die Andeutung einer Sex-Affäre zwischen Randy und Drake seien zu beseitigen. Erst nach mehreren vorgelegten Drehbuchentwürfen gab Breen sich zufrieden.

## Filmmusik
Die von Erich Wolfgang Korngold geschriebene Filmmusik für Kings Row war seinerzeit sehr populär. Zur damaligen Zeit war es unüblich Filmmusik zu veröffentlichen, sodass der Soundtrack zum Film bis 1979 nicht im Handel zu erwerben war. Erst George Korngold, der Sohn des Komponisten, erstellte zusammen mit einem Orchester unter der Leitung von Charles Gerhardt eine frühe Digitalaufnahme. Kings Row gilt als eine der bemerkenswertesten Kompositionen Korngolds. Das Weiße Haus forderte die ursprüngliche Orchesterpartitur zur Amtseinführung von Ronald Reagan als amerikanischer Präsident an. John Williams ließ sich für seine Filmmusik Krieg der Sterne vom Soundtrack von Kings Row inspirieren.
- My Gal Is High-Born Lady

geschrieben von Barney Fagan
- In the Shade of the Old Apple Tree

Musik: Egbert Van Alstyne
- Fantaisie-Impromptu in cis-Moll, Op. 66

geschrieben von Frédéric Chopin, zum Teil von Robert Cummings auf dem Klavier gespielt
- 1. Klavierkonzert in Es-Dur

geschrieben von Franz Liszt, zum Teil von Kaaren Verne und Robert Cummings auf dem Klavier gespielt

## Kritik
Bosley Crowther von der New York Times sprach von einem düsteren und schwerfälligen Film, genau wie der Roman, auf dem er beruhe. Unerfindlich sei, warum Warners einen Film dieser Art in diesen Zeiten verwirklicht habe und warum eine Schar von hochrangigen Künstlern eine solch stümperhafte Arbeit abgeliefert habe. Crowther war der Meinung, dass Hollywood sich mit diesem Film blamiert habe und hielt auch von den schauspielerischen Leistungen nicht viel. Vor allem Cummings würde es in seiner Rolle an Überzeugungskraft mangeln. Der Film würde einfach eine Menge Leute zeigen, die sich schlecht fühlen würden.
Für Time Out dagegen handelte es sich um eines der großen Melodramen mit einem Feuerwerk an emotionalen und physischen Krüppeln, darunter einem Chirurgen mit einer Vorliebe für unnötige Amputationen.
Für TV Guide war Kings Row eines der denkwürdigsten Melodramen seiner Zeit; gezeigt werde das Porträt einer kleinen Stadt, nicht mit der Schärfe und den kleinen Freuden, wie man das aus Thornton Wilders ‚Unsere kleine Stadt‘ kenne, sondern in düsteren, oft tragischen Tönen. Gelobt wurde der Film als eine der besten Regiearbeiten von Wood und auch Robinsons Drehbuch wurde gelobt, obwohl er viele Aspekte des Romans abgemildert habe.

## Auszeichnungen
Der Film erhielt 1943 drei Oscarnominierungen:
- Sam Wood in der Kategorie „Beste Regie“. Der Oscar ging an William Wyler und sein Filmdrama Mrs. Miniver.
- Hal B. Wallis in der Kategorie „Bester Film“. Der Oscar ging an Sidney Franklin und das Drama Mrs. Miniver.
- James Wong Howe in der Kategorie „Beste Kamera in einem Schwarzweißfilm“. Der Oscar ging an Joseph Ruttenberg für das Drama Mrs. Miniver.